# Wiktory 1989
W 1989 roku po przemianach ustrojowych w Polsce zdecydowano się, aby nie wzbudzać sporów na tle politycznym, że jedynym laureatem Nagrody Wiktora zostanie papież Jan Paweł II. 

W imieniu organizatorów statuetkę do Watykanu za pośrednictwem Nuncjatura Apostolskiego w Polsce przekazali: Gustaw Holoubek, Andrzej Drawicz, ks. Wiesław Niewęgłowski i Józef Węgrzyn.